# Allium variegatum
Allium variegatum — вид трав'янистих рослин родини амарилісові (Amaryllidaceae), ендемік Туреччини.

## Поширення
Поширений в азійській Туреччині.